# Third Avenue

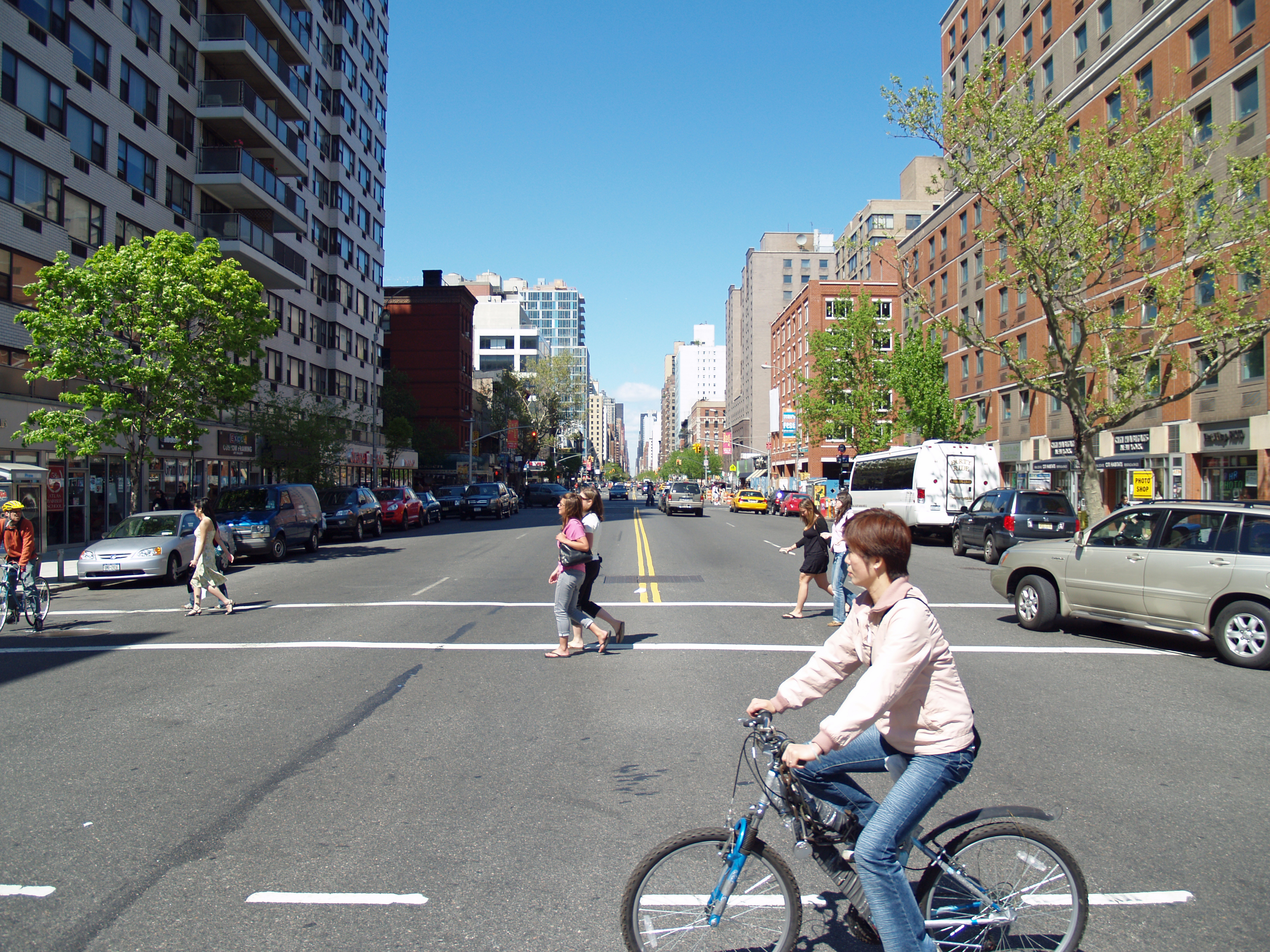
Third Avenue

Third Avenue är en nordsydlig gata på den östra delen av Manhattan, New York, USA. Gatan går från Cooper Square och 120 kvarter norrut. Den är en av fyra gator som formar The Hub, vilket är en del av södra Bronx med mycket stor intensitet såväl på trafik som byggnader.

## Busslinjer
Följande busslinjer går längs Third Avenue.
- M98
- M101
- M102
- M103